# Eleição para governador de Vermont em 2012
A eleição para governador do estado americano de Vermont foi realizada em 6 de novembro de 2012 em simultâneo com as eleições para a câmara dos representantes, para o senado, para alguns governos estaduais e para o presidente da república. O governador democrata Peter Shumlin foi candidato a reeleição. Sumlin tinha como adversário principal o senador estadual republicano Randy Brock. Sumlin venceu a eleição com 57,74% dos votos.